# Форден, Сара
Сара Гэй Форден (англ. Sara Gay Forden) — американская журналистка и писательница, главный редактор итальянского журнала L’UNA, обозреватель итальянской моды. Автор изданной в 2001 году книги «Дом Гуччи. Сенсационная история убийства, безумия, гламура и жадности».

## Биография
Сара Форден начала карьеру в качестве репортёра еженедельной газеты The Gaithersburg Gazette, выходящей в пригороде Мэриленда. Позже она переехала в Милан и начала освещать в качестве бизнес-корреспондента развитие семейных дизайнерских брендов, включая Gucci, Giorgio Armani, Versace и Prada. Форден сотрудничала с Wall Street Journal, International Herald Tribune, Women's Wear Daily, W Magazine, Bloomberg News. Впоследствии она переехала в Вашингтон и получила работу в агентстве Bloomberg News, где возглавила команду репортёров, освещающих корпоративное влияние в городе и расширение технологически гигантов (Amazon, Apple, Facebook, Google).
В 2001 увидела свет книга Форден «Дом Гуччи. Сенсационная история убийства, безумия, гламура и жадности», по которой Ридли Скотт снял художественный фильм «Дом Gucci» (2021). В этой книге Форден рассматривает историю знаменитой семьи в контексте истории моды и истории Италии.